# Team Esbjerg
Actualités
Dernière mise à jour : 22 octobre 2024.
Le Team Esbjerg est un club féminin de handball basé à Esbjerg au Danemark, évoluant en championnat du Danemark féminin de handball.

## Histoire
Le club est créé en 1991. Il est promu une première fois dans l'élite danoise en 1999 mais est relégué au terme de la saison. La seconde accession en 2004 sera la bonne.
Ce n'est toutefois qu'au début des années 2010 que le club obtient ses premiers résultats notables avec une finale de la Coupe du Danemark en 2012 et une finale de la Coupe de l'EHF (C3) en 2014. En 2016, le club remporte son premier Championnat du Danemark aux dépens du FC Midtjylland : battues 17-20 lors de la finale aller, les joueuses d'Esbjerg remporte le match retour 24 à 19 au terme d'une séance de jets de 7 mètres.,
Au début des années 2020, le club prend une autre dimension sur la scène nationale et internationale avec plusieurs Championnats et Coupes du Danemark remportées ainsi que trois demi-finales consécutives en Ligue des champions (C1) entre 2022 et 2024.

## Palmarès
Compétitions internationales
- Ligue des champions (C1)
  - Troisième (2) : 2024
  - Quatrième (2) : 2022 et 2023
- Ligue européenne (C3)
  - Finaliste (2) : 2014 et 2019

Compétitions nationales
- Championnat du Danemark
  - Vainqueur (5) : 2016, 2019, 2020[2], 2023, 2024
  - Finaliste (2) : 2015, 2022
- Coupe du Danemark
  - Vainqueur (4) : 2018, 2022, 2023, 2024
  - Finaliste (1) : 2012

## Effectif actuel
L'effectif pour la saison 2024-2025 est :
- Gardiennes de but
  - 12  Anna Kristensen
  - 16  Amalie Milling
- Pivots
  - 03  Kaja Kamp
  - 10  Kathrine Heindahl
  - 11  Rikke Iversen
- Ailières gauches
  - 17  Elin Hansson
  - 24  Sanna Solberg-Isaksen
- Ailières droites
  - 20  Marit Røsberg Jacobsen
  - 27  Anne Tolstrup Petersen
- Arrières gauches
  - 22  Line Haugsted
  - 25  Henny Reistad
- Demi-centres
  - 04  Michala Møller
  - 08  Live Rushfeldt Deila
- Arrières droites
  - 07  Luciana Rebelo
  - 09  Nora Mørk (pause)
  - 18  Mette Tranborg
- Staff
  -  Tomas Axnér, entraîneur
  -  Rikke Poulsen, entraîneuse des gardiennes

## Joueuses historiques
Parmi les joueuses évoluant ou ayant évolué au club, on trouve :
- Johanna Ahlm : de 2013 à 2015
- Jenny Alm : de 2015 à 2017
- Paule Baudouin : de 2008 à 2010
- Ida Bjørndalen : de 2014 à 2018
- Mouna Chebbah : de 2008 à 2010
- Dinah Eckerle : depuis 2021
- Marit Malm Frafjord : de 12/2018 à 2022
- Lara González Ortega : de 2016 à 2018
- Lotte Grigel : de 2008 à 12/2015
- Kari Aalvik Grimsbø : de 2010 à 01/2015
- Filippa Idéhn : de 2014 à 2017
- Maibritt Kviesgaard : de 2013 à 2018
- Kristina Liščević : de 2017 à 2019
- Marta Mangué : de 2007 à 2011
- Lærke Møller : de 2016 à 2018
- Nora Mørk : depuis 2022
- Stine Bodholt Nielsen : de 2014 à 2016
- Estavana Polman : de 2013 à 2022
- Rikke Poulsen : de 2019 à 2023
- Henny Reistad : depuis 2021
- Betina Riegelhuth : de 2015 à 2016
- Rikke Schmidt : de 2012 à 2014
- Sanna Solberg : depuis 2017
- Gøril Snorroeggen : de 2010 à 2013
- Emily Stang Sando : de 2010 à 2017
- Sandra Toft : de 2017 à 2019
- Katarina Tomašević : de 2007 à 2009
- Laura van der Heijden : de 2014 à 2017
- Angelica Wallén : de 2010 à 2013